# Lalandepriset

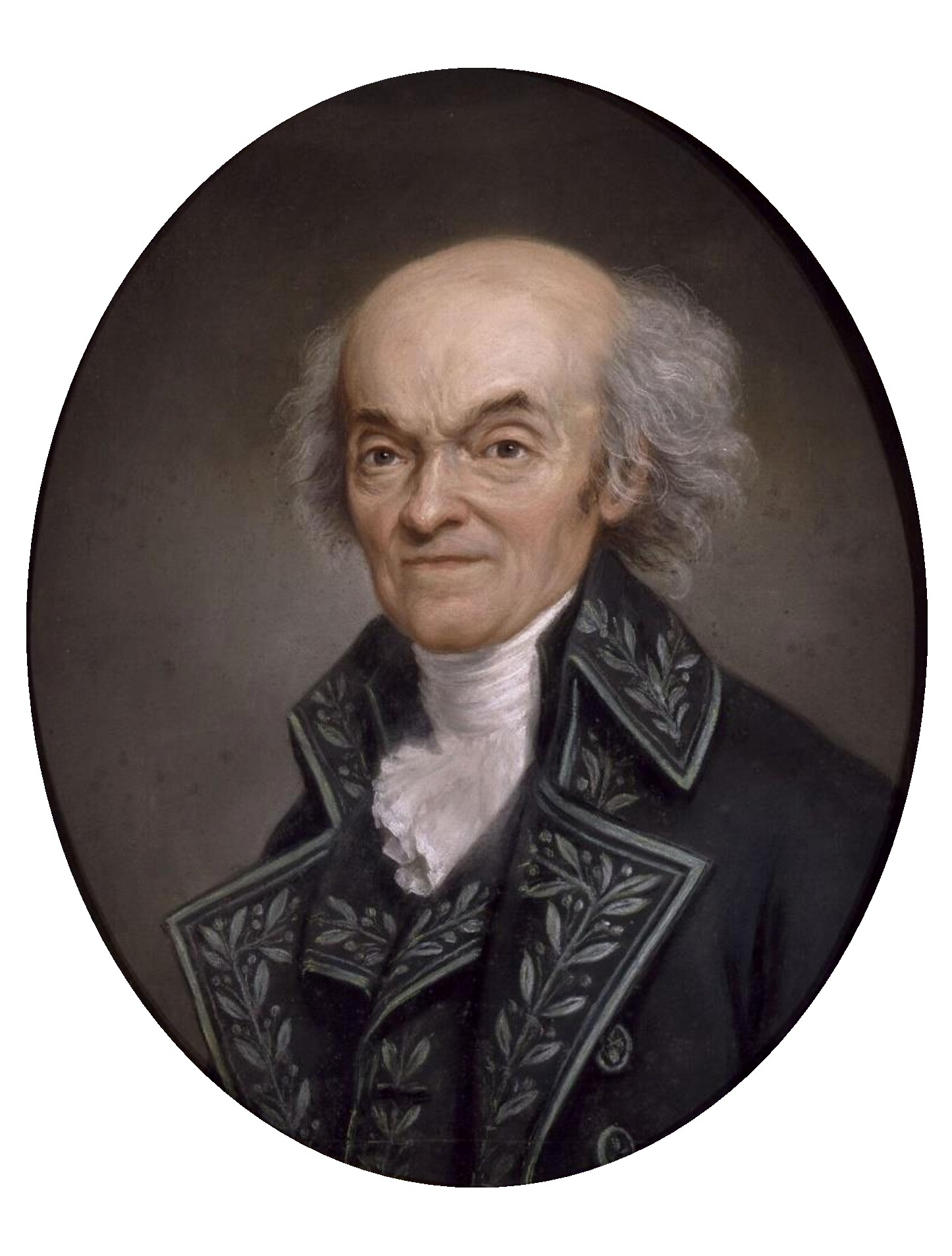
Jérôme Lalande.

Lalandepriset  (franska: Prix Lalande) var en utmärkelse för vetenskapliga framsteg inom astronomi, som från 1802 till 1970 utdelades av Franska vetenskapsakademien.
Priset instiftades av astronomen Jérôme Lalande 1801, några år före hans död 1807.
Det slogs 1970 samman med Valzpriset (Prix Valz) till Lalande-Valzpriset och med ytterligare 122 priser 1997, vilket ledde till instiftandet av Grande Médaille.

## Mottagare

### 1800-talet
- 1803 Wilhelm Olbers
- 1804 Giuseppe Piazzi
- 1805 Karl Ludwig Harding
- 1806 Jöns Svanberg
- 1807 Wilhelm Olbers
- 1808 Claude-Louis Mathieu[1]
- 1809 Carl Friedrich Gauss[1]
- 1810 Siméon Denis Poisson[1]
- 1811 Jabbo Oltmanns, Friedrich Bessel[1]
- 1812 Bernhard von Lindenau[1]
- 1813 Pierre Daussy[1]
- 1814 Giuseppe Piazzi[1]
- 1815 Claude-Louis Mathieu[1]
- 1816 Friedrich Bessel[1]
- 1817 John Pond[1]
- 1818 Jean-Louis Pons[1]
- 1819 Joseph Nicollet, Johann Franz Encke[1]
- 1820 Joseph Nicollet, Jean-Louis Pons[1]
- 1821 ingen utdelning[1]
- 1822 ingen utdelning[1]
- 1823 Carl Ludwig Christian Rümker, Jean-Félix Adolphe Gambart[1]
- 1824 Marie-Charles Damoiseau[1]
- 1825 John Herschel, James South[1]
- 1826 Edward Sabine[1]
- 1827 Jean-Louis Pons, Jean-Félix Adolphe Gambart[1]
- 1828 Francesco Carlini, Giovanni Plana[1]
- 1829 ingen utdelning[1]
- 1830 Jean-Félix Adolphe Gambart, Henri Gambey, Louis-Frédéric Perrelet[1]
- 1831 ingen utdelning[1]
- 1832 Jean-Félix Adolphe Gambart, Benjamin Valz[1]
- 1833 John Herschel[1]
- 1834 George Biddell Airy[1]
- 1835 James Dunlop, Palon Heinrich Ludwig von Boguslawski[1]
- 1836 Wilhelm Beer, Johann Heinrich von Mädler[1]
- 1837 Henri Guinand[1]
- 1838 S.M.B. Brousseaud[1]
- 1839 Johann Gottfried Galle[1]
- 1840 Carl Bremiker[1]
- 1841 ingen utdelning[1]
- 1842 Paul Auguste Ernest Laugier[1]
- 1843 Victor Mauvais, Hervé Faye[1]
- 1844 Francesco de Vico, Heinrich Louis d'Arrest[1]
- 1845 Karl Ludwig Hencke[1]
- 1846 Johann Gottfried Galle[1]
- 1847 John Russell Hind, Karl Ludwig Hencke[1]
- 1848 Andrew Graham
- 1849 Annibale de Gasparis
- 1850 Annibale de Gasparis, John Russell Hind
- 1851 John Russell Hind, Annibale de Gasparis
- 1852 John Russell Hind, Annibale de Gasparis, Robert Luther, Jean Chacornac, Hermann Goldschmidt
- 1853 Annibale de Gasparis, Jean Chacornac, Robert Luther, John Russell Hind
- 1854 Robert Luther, Albert Marth, John Russell Hind, James Ferguson, Hermann Goldschmidt
- 1855 Jean Chacornac, Robert Luther, Hermann Goldschmidt
- 1856 Jean Chacornac, Norman Pogson
- 1857 Hermann Goldschmidt, Karl Christian Bruhns
- 1858 Joseph Jean Pierre Laurent, Hermann Goldschmidt, George Mary Searle, Horace Parnell Tuttle, August Winnecke, Giovanni Battista Donati
- 1859 Robert Luther
- 1860 Robert Luther, Hermann Goldschmidt, Jean Chacornac, James Ferguson, Wilhelm Julius Foerster, Otto Lesser
- 1861 Ernst Wilhelm Tempel, Robert Luther, Hermann Goldschmidt
- 1862 Alvan Clark
- 1863 Jean Chacornac
- 1864 Richard Christopher Carrington
- 1865 Warren de la Rue
- 1866 Thomas Maclear
- 1867 Giovanni Schiaparelli[1]
- 1868 Jules Janssen[1]
- 1869 James Craig Watson[1]
- 1870 William Huggins[1]
- 1871 Alphonse Borrelly[1]
- 1872 Paul Henry, Prosper Henry[1]
- 1873 Jérôme Eugène Coggia[1]
- 1874 Amédée Mouchez, Jean Jacques Anatole Bouquet de La Grye, Georges-Ernest Fleuriais, Charles André, Félix Tisserand[1]
- 1875 Henri Perrotin[1]
- 1876 Johann Palisa[1]
- 1877 Asaph Hall[1]
- 1878 Stanislas-Étienne Meunier[1]
- 1879 Christian Heinrich Friedrich Peters[1]
- 1880 Ormond Stone[1]
- 1881 Lewis A. Swift
- 1882 Cyrille Souillart
- 1883 Jean Jacques Anatole Bouquet de La Grye, Octave de Bernardières, J.L. Courcelle-Seneuil, Georges-Ernest Fleuriais, Phillipe Hatt, Henri Perrotin, Jean Antoine Léon Bassot, Guillaume Bigourdan, Octave Callandreau
- 1884 Rodolphe Radau
- 1885 Louis Thollon
- 1886 Oskar Backlund
- 1887 Nils Christoffer Dunér
- 1888 Joseph Bossert
- 1889 François Gonnessiat
- 1890 Giovanni Schiaparelli
- 1891 Guillaume Bigourdan
- 1892 Edward Emerson Barnard, Max Wolf
- 1893 Léopold Schulhof
- 1894 Stéphane Javelle
- 1895 Maurice Hamy
- 1896 Pierre Puiseux
- 1897 Charles Dillon Perrine
- 1898 Seth Carlo Chandler
- 1899 William Robert Brooks

### 1900-talet
- 1900 Michel Giacobini
- 1901 John M. Thome
- 1902 Charles Trépied
- 1903 William Wallace Campbell
- 1904 Sherburne Wesley Burnham
- 1905 William Henry Pickering
- 1906 Robert Grant Aitken, William Hussey
- 1907 Thomas Crompton Lewis
- 1908 William Lewis Elkin, Frederick L. Chase, Mason F. Smith
- 1909 Alphonse Borrelly
- 1910 Philip Herbert Cowell, Andrew Crommelin
- 1911 Lewis Boss
- 1912 Hermann Kobold, Carl Wilhelm Wirtz
- 1913 Jean Bosler
- 1914 Joseph-Noël Guillaume
- 1915 Lucien d'Azambuja
- 1916 Jérôme Eugène Coggia
- 1917 Robert Jonckhèere
- 1918 Aristarkh Belopolsky [2]
- 1919 Vesto Slipher
- 1920 Léopold Schulhof
- 1921 Paul Henri Strooband
- 1922 Henry Norris Russell
- 1924 Jules Baillaud
- 1925 Georges Fournier
- 1927 Vincent Nechville
- 1928 Bernard Ferdinand Lyot
- 1929 Alexandre Veronnet
- 1930 Nicolas Stoyko
- 1931 Irénée Lagarde
- 1932 Abel Porteau
- 1934 Daniel Barbier
- 1935 Lucien d'Azambuja
- 1936 Louis Boyet
- 1937 Michel Giacobini
- 1938 André Lallemand
- 1939 Marguerite Laugier [3]
- 1940 Charles Bertaud [4]
- 1941 Henri Grenat [5]
- 1942 Henri Camichel [6]
- 1943 Alexandre Schaumasse [7]
- 1944 ingen utdelning[8]
- 1945 Henry Berthomieu[9][10]
- 1946-1947 ingen utdelning [11][12]
- 1948 Maxime Nicolini[13]
- 1949 ingen utdelning [14]
- 1950 Charles Fehrenbach [15]
- 1951-1959 ingen utdelning [16] [17][18][19][20][21][22][23][24]
- 1960 Marie Bloch [25][26]
- 1961-1965 ingen utdelning [27][28][29][30][31]
- 1968-1969 ingen utdelning [32][33]
- 1970 Jean Jung [34]